# Ngụy Trung Hiền
Ngụy Trung Hiền (chữ Hán: 魏忠賢; 1568 - 16 tháng 10 năm 1627) là một trong những đại hoạn quan nổi tiếng nhất và nhiều quyền lực nhất trong lịch sử Trung Quốc. Ông là người cầm đầu "Đảng hoạn quan" dưới thời Minh Hy Tông trong việc lũng đoạn triều chính, thâu tóm mọi quyền lực trong tay, đồng thời tiêu diệt tất cả những người không cùng phe cánh với mình một cách không khoan nhượng. Triều Minh dưới thời Hy Tông suy tàn một cách trầm trọng một phần lớn là do Ngụy Trung Hiền.

## Tiểu sử
Ngụy Trung Hiền là người Túc Ninh tỉnh Hà Bắc, lúc đầu tên là Ngụy Tiến Trung. Lúc trẻ ông đã máu mê cờ bạc, ăn chơi trác táng, có vợ và một con trai. Vì thua hết tiền, nợ nần chồng chất, ông bèn trốn vào tiệm rượu, bị bọn đòi nợ chửi mắng, đánh đập, thấy hổ thẹn, phẫn uất cùng cực mà quyết định tự thiến rồi thay tên đổi họ là Lý Tiến Trung, trốn đến Bắc Kinh và được tuyển vào cung năm 1589, đổi lại tên cũ là Ngụy Tiến Trung.
Tiến Trung nương dựa vào làm thủ hạ của vú nuôi vua Hy Tông là Khách thị (客氏), lời nói nịnh nọt nên rất được Khách thị thương yêu. Sau khi Hy Tông lên ngôi năm 15 tuổi, phong Khách thị làm Phụng thánh Phu nhân, Ngụy Trung Hiền được thơm lây, được cho làm chức Bỉnh bút Thái giám đứng đầu 24 nha hoạn quan, được ở gần hầu cận Hoàng đế, phê đáp tấu chương, truyền đạt thánh chỉ. Ngụy Trung Hiền tuy là kẻ mù chữ nhưng đã được Khách thị nâng đỡ, nên mới được chức vụ quan trọng này, nay được vua Hy Tông ban cho hai chữ Trung Hiền thì quyền hành ngang ngửa với Tể tướng, mặc dù nhà Minh đã bãi bỏ chức vụ này từ lâu.
Năm Thiên Khải thứ 3 (1623) Ngụy Trung Hiền kiêm luôn việc trông coi Đông xưởng là cơ quan đặc vụ của triều đình, thế lực ngày càng mạnh. Nội các của triều đình đều là tay chân của Ngụy Trung Hiền, bọn họ tranh nhau gọi ông là cha, là ông nội, tự xưng mình là con nuôi, cháu nuôi. Nhân vật trọng yếu của Đảng hoạn quan Ngụy Trung Hiền là Ngũ hổ (5 con hổ), Ngũ bưu (5 con hổ con), Thập cẩu (10 con chó), Thập hài nhi (10 đứa bé), Tứ thập tôn (40 đứa cháu)... Năm Thiên Khải thứ 5 (1625) nổi lên vụ án oan lớn bắt giết người của Đảng Đông Lâm là Dương Liên, làm cho dân chúng nổi dậy ở khắp nơi Giang Âm, Tô Châu...
Năm Thiên Khải thứ 6 (1626), một Tuần phủ Chiết Giang đã là người đầu tiên đề xướng lập sinh từ cho Ngụy Trung Hiền, tiếp theo các nơi đều bắt chước nên sinh từ có khắp cả nước. Bên trong từ đường thờ tượng của Ngụy Trung Hiền, ai đi qua cũng phải lạy 5 lạy, hô to cửu bách tuế. Ngụy Trung Hiền tự xưng là Cửu bách tuế. Nội các thảo ra các chỉ dụ, đồng xưng là Trẫm và Xưởng thần. Lại có người đề nghị xếp Ngụy Trung Hiền là bậc thánh nhân tôn lên ngang hàng với Khổng Tử, cho rằng ông cống hiến còn cao hơn cả Mạnh Tử. Khắp Trung Quốc dấy lên phong trào trung thành với một gia nô của Hoàng đế, từ đó có thể thấy tình hình chính trị cuối đời Minh thối nát như thế nào.
Tháng 8 năm 1627 Chu Do Kiểm lên ngôi tức Minh Tư Tông, biếm Khách thi xuống, phế truất Ngụy Trung Hiền, đày đến giữ mộ ở đất Phụng Dương, được nửa đường thì có lệnh truy bắt lại. Ngụy Trung Hiền sợ tội, thắt cổ chết. Bọn Yêm đảng đều bị trừng trị nhưng vẫn còn những mầm mống sót lại, sau này xàm tấu hại chết Viên Sùng Hoán, giúp quân Thanh đánh chiếm được Trung Quốc.

## Tội lỗi

### Lũng đoạn triều chính
Đời Minh không có chức Tể tướng mà thay vào đó là cơ quan Nội các thay quyền Tể tướng. Ngụy Trung Hiền khống chế việc triều chính, nắm lấy các đại quyền trong cung và còn đưa các tay chân thân tín vào nắm lấy Nội các. Các quan trong triều người thì bái lạy Ngụy Trung Hiền để được thăng quan, lên đến "Thủ phụ" (Thủ: đứng đầu, Phụ: quan lớn) hoặc "Nội các đại học sĩ". Thậm chí có người tự xưng là thân thích với Ngụy Trung Hiền vì cùng họ Phùng với vợ trước đây của ông ta nên cũng được làm quan. Những ai không theo phe cánh Ngụy Trung Hiền đều bị loại trừ dần ra khỏi Nội các. Nội các triều Minh biến thành cơ quan riêng của nhà họ Ngụy. Các quan viên tranh nhau đến kết bái Ngụy gia để được làm con nuôi, cháu nội nuôi. Như vậy, từ Nội các, Lục bộ cho đến Tổng đốc, Tuần phủ các nơi đều là phe đảng, vây cánh của họ Ngụy, quyền hành lớn trong ngoài có thể nói đều ở trong tay Ngụy Trung Hiền cả. Ngụy Trung Hiền còn có năm người con nuôi là: Thôi Trình Tú (Thượng thư bộ binh); Hứa Hiển Đồn (Chấn phủ tư Đông xưởng); Khách Quang Tiên (客光先) (Thiên hộ Cẩm y vệ); và còn 2 người con nuôi nữa một là Điền Nhị Canh còn một người không rõ tên. Tất cả đều được Ngụy Trung Hiền sử dụng làm tay sai để tiêu diệt phái Đông Lâm

### Hai vụ án oan
Ngụy Trung Hiền tuy là người mù chữ nhưng là người lắm mưu kế, nhiều thủ đoạn. Các hoạn quan Ngụy Triều, Vương An, những người đã từng tiến dẫn Ngụy Trung Hiền đã bị ông ta trở mặt hại chết. Nhưng việc làm độc ác nhất của Ngụy Trung Hiền là việc bức hại những người thuộc Đảng Đông Lâm. Thủ đoạn thường dùng là sai khiến các đảng viên vu cáo lẫn nhau, dùng cực hình ép cung làm liên lụy nhau thành vụ án lớn.
Vụ án oan thứ nhất xảy ra năm 1625 khi Ngụy Trung Hiền cho bắt Uông Văn Ngôn người Đảng Đông Lâm, dùng nhục hình tra khảo ép ông ngụy tạo khẩu cung. Ông thà chết không nghe theo liền bị bức chết. Ngụy Trung Hiền sau đó đã làm giả khẩu cung để tiếp tục hại 6 vị quan khác về các tội danh bao che cho tướng bại trận ở Liêu Đông là Dương Hạo, Hùng Đình Bật, hối lộ tham ô... Họ phải chịu mọi cực hình tàn khốc như đánh đập, còng, kẹp, treo
Cuối đời: Sau khi Hoàng đế Hy Tông chết, Ngụy Trung Hiền bị tước hết chức vị và bị đuổi khỏi cung. Ba ngày sau, người ta đã phát hiện xác Ngụy Trung Hiền ở nhà của hắn.